# Jazz Aviation
Jazz Aviation (zuvor Air Canada Jazz) ist eine kanadische Fluggesellschaft mit Sitz in Enfield und Basis auf dem Flughafen Halifax. Sie wurde als Tochtergesellschaft der Air Canada gegründet und führt heute noch für diese Regional- und Zubringerflüge durch.

## Geschichte
Die Fluggesellschaften Air BC, Air Ontario, Air Nova und Canadian Regional Airlines fusionierten im Januar 2002 zu einer Regionalgesellschaft im Besitz der Air Canada namens Air Canada Jazz. Seit 2006 ist die Muttergesellschaft Chorus Aviation an der Toronto Stock Exchange gelistet. Nach einer Umstrukturierung wird der Flugbetrieb aktuell durch die Jazz Aviation LP erbracht. Trotz des Verkaufs führt Jazz Aviation weiterhin Flüge für Air Canada durch, seit 2011 unter dem Markennamen Air Canada Express. Daneben werden Charterflüge angeboten.

## Flugziele
Jazz Aviation führt für Air Canada zahlreiche Regional- und Zubringerflüge durch und bedient hauptsächlich Verbindungen innerhalb Kanadas, aber auch in die USA.

## Flotte

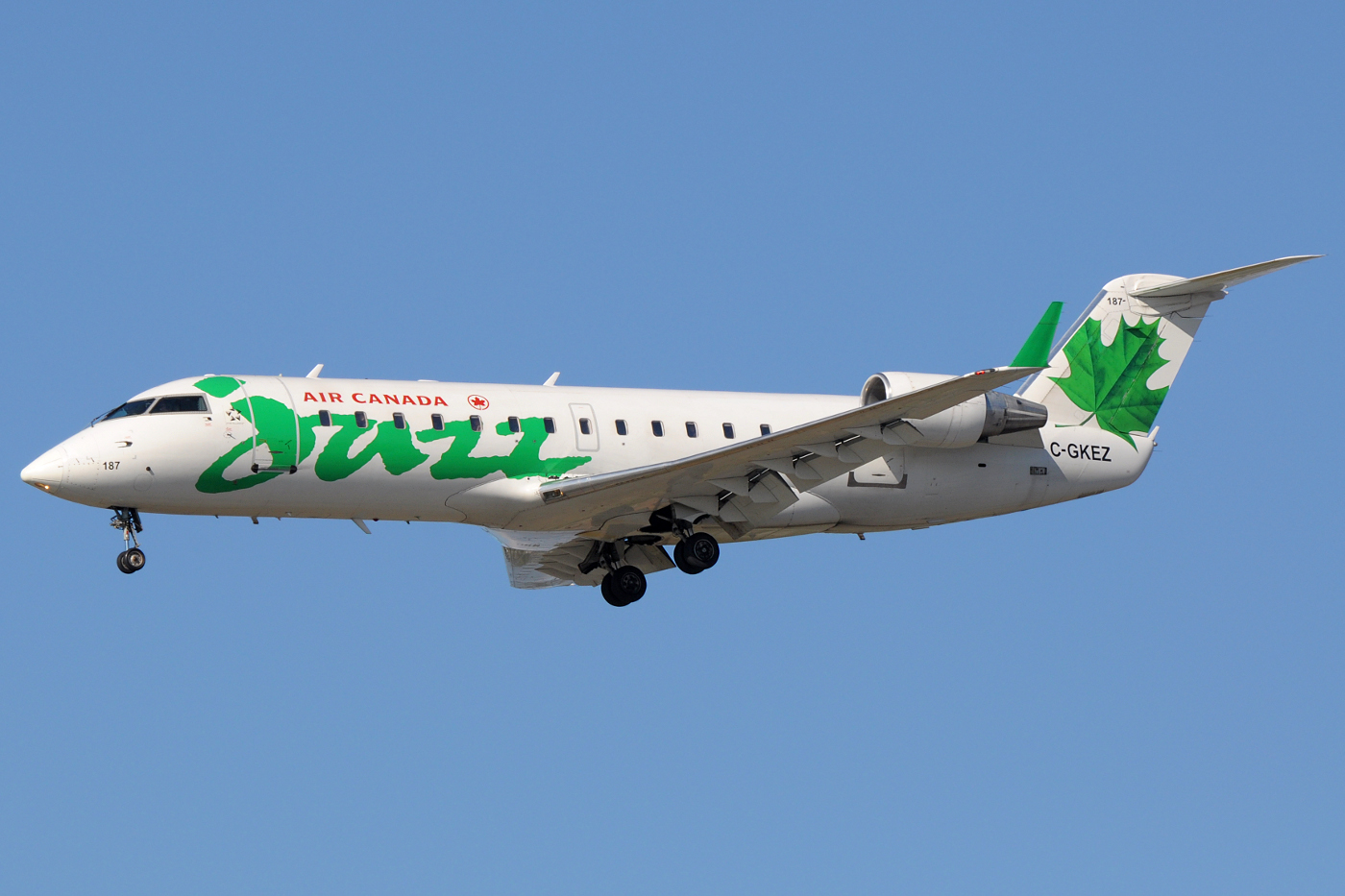
Bombardier CRJ200 der Jazz Aviation

### Aktuelle Flotte
Mit Stand August 2025 besteht die Flotte der Jazz Aviation aus 99 Flugzeugen mit einem Durchschnittsalter von 14,9 Jahren:
| Flugzeugtyp            | aktiv | bestellt | Anmerkungen  | Sitzplätze | Durchschnittsalter |
| ---------------------- | ----- | -------- | ------------ | ---------- | ------------------ |
| Bombardier CRJ900      | 35    |          | drei inaktiv | 64         | 14,4 Jahre         |
| De Havilland DHC-8-400 | 39    |          | fünf inaktiv | 74         | 12,7 Jahre         |
| Embraer ERJ-175        | 25    |          | zwei inaktiv | 64         | 19,0 Jahre         |
| Gesamt                 | 99    | –        |              |            | 14,9 Jahre         |

### Ehemalige Flugzeugtypen
In der Vergangenheit setzte Jazz Aviation bereits folgende Flugzeugtypen ein:
- Boeing 757-200 Zwischen 2010 und 2012 wurden bis zu 8 Flugzeuge von Thomas Cook Airlines geleast.[4]
- Bombardier CRJ200 Die letzte Maschine (C-FEJA) wurde am 6. Juni 2024 am Kingman Airport in Denver abgestellt.[5]
- Bombardier CRJ705
- De Havilland DHC-8-100
- De Havilland DHC-8-300